# Séries de divisions de la Ligue nationale de baseball 2012

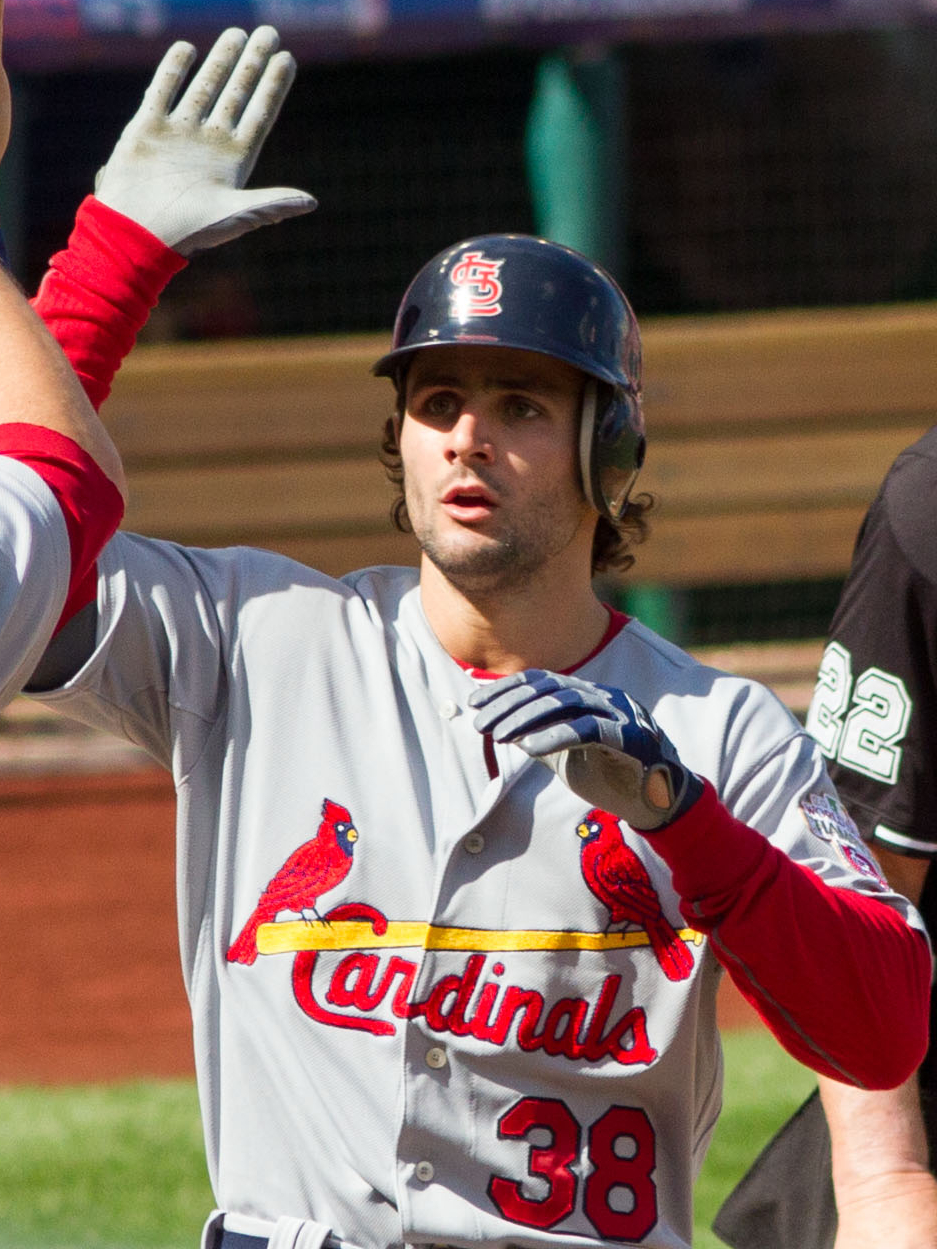
Le coup sûr de Pete Kozma permet aux Cardinals de Saint-Louis d'éliminer les Nationals de Washington le 12 octobre.

Les Séries de divisions de la Ligue nationale de baseball 2012 sont deux séries éliminatoires dans les Ligues majeures de baseball. Elles sont disputées du 6 au 12 octobre 2012.
Ces séries de divisions impliquant 4 équipes sont jouées au meilleur de 5 parties et ont permis aux Giants de San Francisco et aux Cardinals de Saint-Louis de se qualifier pour la Série de championnat 2012 de la Ligue nationale de baseball, un affrontement qui précède la Série mondiale 2012.

## Matchs éliminatoires précédant ces séries
Le 2 mars 2012, la Ligue majeure de baseball annonce un nouveau format de séries éliminatoires qui permettra à 10 équipes, et non plus 8, de se qualifier au terme de la saison régulière. Cinq clubs de la Ligue nationale et cinq de la Ligue américaine joueront en matchs d'après-saison soit, dans chaque cas, les trois champions de divisions (Est, Centrale et Ouest) et deux clubs qualifiés comme meilleurs deuxièmes. Ces deux dernières équipes n'accèdent pas automatiquement à la Série de divisions puisqu'elles devront s'affronter dans un match de barrage le 5 octobre 2012. Le vainqueur de ce match sans retour rejoindra les 3 champions de division en Séries de divisions.

### Avantage du terrain
De 1998 à 2011, l'avantage du terrain pour les Séries de division était accordé à celui des deux adversaires ayant conservé le meilleur dossier victoires-défaites en saison régulière. Des 5 parties disputées (si la série se rendait à la limite), les 2 premières étaient jouées sur le terrain de cette meilleure équipe, les 2 suivantes à l'étranger, et la 5e et ultime partie dans le stade du club ayant l'avantage du terrain. Pour 2012, la Ligue majeure change ce format « 2-2-1 » pour passer à un format « 2-3 » : c'est-à-dire que le vainqueur du match de meilleur deuxième, qui pourrait avoir une moins bonne fiche victoires-défaites que le champion de division, jouera à domicile les 2 premiers matchs de sa Série de divisions avant de devoir disputer un minimum de 1 et un maximum de 3 matchs à l'étranger, selon la durée de cet affrontement. Ce format « 2-3 » était en usage dans les Séries de divisions jouées de 1995 à 1997 avant d'être abandonné. En 2013, le format « 2-2-1 » sera de nouveau utilisé.

### Adversaires intra-division
En 2012, deux équipes de la même division pourraient s'affronter en Séries de divisions pour la première fois depuis la première présentation de cette ronde éliminatoire en 1995. De cette première année jusqu'en 1997, la chose était techniquement possible mais ne s'était pas produite. De 1998 à 2011, un meilleur deuxième jouant dans la même division que le champion avec la meilleure fiche était opposé en Série de divisions au deuxième meilleur détenteur d'un titre de section.

## Nationals de Washington vs Cardinals de Saint-Louis

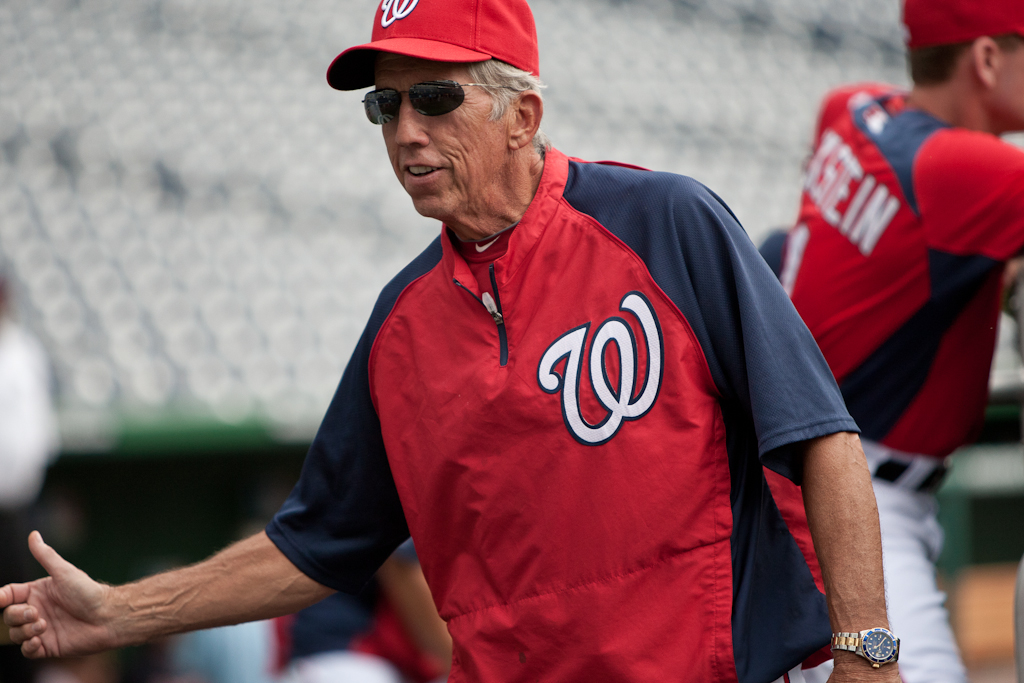
Davey Johnson mène les Nationals de Washington à leur première présence en séries éliminatoires.

À leur huitième saison dans la capitale américaine, les Nationals de Washington connaissent en 2012 leur première saison gagnante, accèdent pour la première fois aux éliminatoires et gagnent un premier championnat de division dans l'Est de la Ligue nationale. Ils remportent 98 victoires contre 64 défaites pour la meilleure performance de la franchise autrefois basée à Montréal, terminent 4 parties devant les Braves d'Atlanta dans leur section, et gagnent le premier titre de division de la franchise depuis les Expos de Montréal de 1981. C'est aussi la première fois depuis 1933 qu'un club basé à Washington (à l'époque, les Senators) dispute les éliminatoires. Washington détient l'avantage du terrain pour la totalité des éliminatoires 2012, ayant présenté la meilleure fiche victoires-défaites du baseball majeur en saison régulière.
Avec 88 victoires et 74 défaites, les Cardinals de Saint-Louis terminent au deuxième rang de la division Centrale à 9 parties des Reds de Cincinnati et remportent le premier match de meilleur deuxième de l'histoire de la Ligue majeure, 6-3 sur les Braves à Atlanta, pour passer en Série de divisions. Les Cardinals, qui sont les champions en titre du baseball majeur, ont remporté en 2012 deux victoires de moins que l'année précédente. 
Les deux équipes s'affrontent pour la première fois en éliminatoires. En saison régulière 2012, les Nationals ont gagné quatre des sept matchs entre les deux clubs. 

### Calendrier des rencontres
| Match | Date       | Visiteur                 | Hôte                     | Score  |
| ----- | ---------- | ------------------------ | ------------------------ | ------ |
| 1     | 7 octobre  | Nationals de Washington  | Cardinals de Saint-Louis | 3 - 2  |
| 2     | 8 octobre  | Nationals de Washington  | Cardinals de Saint-Louis | 4 - 12 |
| 3     | 10 octobre | Cardinals de Saint-Louis | Nationals de Washington  | 8 - 0  |
| 4     | 11 octobre | Cardinals de Saint-Louis | Nationals de Washington  | 1 - 2  |
| 5     | 12 octobre | Cardinals de Saint-Louis | Nationals de Washington  | 9 - 7  |

### Match 1
Dimanche 7 octobre 2012 au Busch Stadium, Saint-Louis, Missouri.
| Nationals de Washington | 0 | 1 | 0 | 0 | 0 | 0 | 0 | 2 | 0 | 3 | 8 | 2 |
| Cardinals de Saint-Louis | 0 | 2 | 0 | 0 | 0 | 0 | 0 | 0 | 0 | 2 | 3 | 1 |
| Lanceurs partants : WSH : Gio Gonzalez STL : Adam Wainwright Vic. : Ryan Mattheus (1-0) Déf. : Mitchell Boggs (0-1) Sauv. : Drew Storen (1) |   |   |   |   |   |   |   |   |   |   |   |   |

Réputés pour l'excellence de leurs lanceurs en saison régulière, les Nationals donnent toutes les chances aux Cardinals de les battre en première moitié de partie lorsque le partant pour Washington, Gio Gonzalez, accorde 7 buts-sur-balles et commet un mauvais lancer en 5 manches de travail, même si Saint-Louis ne parvient à lui soutirer qu'un seul coup sûr. Son adversaire Adam Wainwright réussit quant à lui 10 retraits sur des prises aux dépens des Nats en cinq manches et deux tiers. Tirant de l'arrière 2-1 depuis la deuxième manche, Washington gagne le match en huitième reprise sur un simple bon pour deux points de la recrue Tyler Moore, amené comme frappeur suppléant face au lanceur Marc Rzepczynski.

### Match 2
Lundi 8 octobre 2012 au Busch Stadium, Saint-Louis, Missouri.
| Nationals de Washington | 0 | 1 | 0 | 0 | 2 | 0 | 1 | 0 | 0 | 4  | 10 | 2 |
| Cardinals de Saint-Louis | 0 | 4 | 1 | 2 | 0 | 1 | 0 | 4 | X | 12 | 13 | 0 |
| Lanceurs partants : WSH : Jordan Zimmermann STL : Jaime García Vic. : Lance Lynn (1-0) Déf. : Jordan Zimmermann (0-1) HRs : WSH : Ryan Zimmerman (1), Adam LaRoche (1) STL : Allen Craig (1), Daniel Descalso (1), Carlos Beltrán (1, 2) |   |   |   |   |   |   |   |   |   |    |    |   |

Dès la deuxième manche, les Cardinals retirent de la partie leur lanceur partant Jaime García, qui ressent des douleurs à l'épaule gauche, et le remplacent par Lance Lynn. Le partant des Nationals, Jordan Zimmermann, est sorti après 3 manches, victimes de 5 points et 7 coups sûrs. Saint-Louis marque quatre fois en deuxième reprise et mène 7-1 après trois manches. L'équipe locale claque 4 coups de circuit dans ce match, Carlos Beltrán en réussissant deux pour un total de trois points produits.  Jon Jay fait aussi compter trois points pour les Cardinals et Allen Craig réussit trois coups sûrs dont une longue balle. Saint-Louis l'emporte 12-4 pour égaler la série 1-1.

### Match 3
Mercredi 10 octobre 2012 au Nationals Park, Washington, District de Columbia.
| Cardinals de Saint-Louis | 1 | 3 | 0 | 0 | 0 | 1 | 1 | 2 | 0 | 8 | 14 | 1 |
| Nationals de Washington | 0 | 0 | 0 | 0 | 0 | 0 | 0 | 0 | 0 | 0 | 7  | 0 |
| Lanceurs partants : STL : Chris Carpenter WSH : Edwin Jackson Vic. : Chris Carpenter (1-0) Déf. : Edwin Jackson (0-1) HRs : STL : Pete Kozma (1) |   |   |   |   |   |   |   |   |   |   |    |   |

Les Cardinals ruinent le premier match éliminatoire présenté à Washington depuis 1933 en blanchissant les Nationals 8-0. Chris Carpenter, qui n'a lancé que 17 manches en fin de saison 2012 après avoir été blessé, est le premier de trois lanceurs à neutraliser l'offensive des Nats. Pete Kozma, qui est arrivé des ligues mineures le 31 août et ne compte que 42 matchs d'expérience dans les majeures, claque un circuit de trois points aux dépens d'Edwin Jackson et Matt Holliday réussit trois coups sûrs en cinq et produit deux points.

### Match 4
Jeudi 11 octobre 2012 au Nationals Park, Washington, District de Columbia.
| Cardinals de Saint-Louis | 0 | 0 | 1 | 0 | 0 | 0 | 0 | 0 | 0 | 1 | 3 | 0 |
| Nationals de Washington | 0 | 1 | 0 | 0 | 0 | 0 | 0 | 0 | 1 | 2 | 3 | 1 |
| Lanceurs partants : STL : Kyle Lohse WSH : Ross Detwiler Vic. : Drew Storen (1-0) Déf. : Lance Lynn (1-1) HRs: WSH : Adam LaRoche (2), Jayson Werth (1) |   |   |   |   |   |   |   |   |   |   |   |   |

Un duel de lanceurs oppose Kyle Lohse des Cardinals et Ross Detwiler des Nationals. Les deux n'accordent qu'un point chacun. Lohse ne donne que deux coups sûrs en sept manches lancées et Detwiler trois coups sûrs en six manches. Pour amorcer la fin de la neuvième manche, Jayson Werth permet à Washington de pousser la série à sa limite en frappant un coup de circuit contre Lance Lynn, faisant gagner son équipe 2 à 1.

### Match 5
Vendredi 12 octobre 2012 au Nationals Park, Washington, District de Columbia.
| Cardinals de Saint-Louis | 0 | 0 | 0 | 1 | 2 | 0 | 1 | 1 | 4 | 9 | 11 | 0 |
| Nationals de Washington | 3 | 0 | 3 | 0 | 0 | 0 | 0 | 1 | 0 | 7 | 11 | 0 |
| Lanceurs partants : STL : Adam Wainwright WSH : Gio Gonzalez Vic. : Jason Motte (1-0) Déf. : Drew Storen (1-1) HRs : STL : Daniel Descalso (2) WSH : Ryan Zimmerman (2), Bryce Harper (1), Michael Morse (1) |   |   |   |   |   |   |   |   |   |   |    |   |

Washington prend une avance de 3-0 en première manche sur un triple de Bryce Harper et un circuit de Ryan Zimmerman, puis augmente cette avance à 6-0 en troisième sur un circuit en solo de Harper et un autre de deux points de Michael Morse, ce qui chasse du match le partant des Cards, Adam Wainwright. Saint-Louis réduit peu à peu l'écart et s'approche à un seul point avant que les Nationals marquent de nouveau en huitième. Ces derniers mènent 7-5 lorsque le dernier tour au bâton des Cardinals s'amorce en début de neuvième manche. Saint-Louis choque alors les partisans des Nationals, qui croient voir leur équipe gagner une série éliminatoire pour la première fois. Carlos Beltrán amorce la remontée avec un double contre le releveur Drew Storen, mais celui-ci enregistre deux retraits pour amener les Nats au bord de la victoire. Yadier Molina et David Freese lui soutirent cependant des buts-sur-balles, puis Daniel Descalso et Pete Kozma enchaînent avec des simples, faisant marquer deux points chacun. C'est maintenant 9-7 pour Saint-Louis et Washington est retiré dans l'ordre par Jason Motte en fin de neuvième, confirmant la spectaculaire victoire des Cardinals et leur retour en Série de championnat.

## Reds de Cincinnati vs Giants de San Francisco
Adversaires en Série de divisions, les Reds de Cincinnati et les Giants de San Francisco ont un point en commun : champions de leur division en 2010, ils ont tous deux raté les éliminatoires l'année suivante pour reconquérir le titre de section en 2012. Avec 97 victoires contre 65 défaites, la deuxième meilleure performance des majeures, les Reds enlèvent le championnat de la division Centrale, où ils terminent avec une bonne avance de 9 parties sur les Cardinals de Saint-Louis. Il s'agit d'une amélioration de 18 victoires face à leur résultat de 2011 et de leur meilleure performance en saison régulière depuis les années de 99 et 98 victoires de la Big Red Machine de 1973 et 1974. Balayés en 3 matchs par les Phillies de Philadelphie en Série de divisions 2010, les Reds amorcent ces nouvelles éliminatoires sans avoir gagné de partie d'après-saison depuis la Série de division 1995.
Avec 94 victoires et 68 défaites, les Giants devancent de 8 parties les Dodgers de Los Angeles dans la division Ouest pour un premier titre depuis leur conquête de la Série mondiale 2010. San Francisco a gagné 8 matchs de plus qu'en 2011.
Il s'agit du premier affrontement entre ces deux clubs en éliminatoires. Durant la saison régulière de 2012, les Reds ont remporté quatre des sept parties disputées aux Giants.

### Calendrier des rencontres
| Match | Date       | Visiteur                | Hôte                    | Score              |
| ----- | ---------- | ----------------------- | ----------------------- | ------------------ |
| 1     | 6 octobre  | Reds de Cincinnati      | Giants de San Francisco | 5 - 2              |
| 2     | 7 octobre  | Reds de Cincinnati      | Giants de San Francisco | 9 - 0              |
| 3     | 9 octobre  | Giants de San Francisco | Reds de Cincinnati      | 2 - 1 (10 manches) |
| 4     | 10 octobre | Giants de San Francisco | Reds de Cincinnati      | 8 - 3              |
| 5     | 11 octobre | Giants de San Francisco | Reds de Cincinnati      | 6 - 4              |

### Match 1
Samedi 6 octobre 2012 au AT&T Park, San Francisco, Californie.
| Reds de Cincinnati | 1 | 0 | 2 | 1 | 0 | 0 | 0 | 0 | 2 | 5 | 9 | 1 |
| Giants de San Francisco | 0 | 0 | 0 | 0 | 0 | 1 | 0 | 0 | 1 | 2 | 7 | 0 |
| Lanceurs partants : CIN : Johnny Cueto SF : Matt Cain Vic. : Sam LeCure (1-0) Déf. : Matt Cain (0-1) HRs : CIN : Brandon Phillips (1), Jay Bruce (1) SF : Buster Posey (1) |   |   |   |   |   |   |   |   |   |   |   |   |

Le lanceur partant des Reds, Johnny Cueto, quitte la partie après seulement un retrait en première manche, des spasmes au dos l'empêchant de lancer. Il est remplacé au monticule par Sam LeCure, puis par Mat Latos, habituellement un partant, qui lance quatre manches contre les Giants. Le lanceur de ces derniers, Matt Cain, ne connaît pas l'un de ses meilleurs matchs : il est victime d'un circuit de deux points de Brandon Phillips et d'un autre en solo de Jay Bruce. Avec un circuit, Buster Posey inscrit San Francisco au tableau en sixième manche. En début de neuvième, Santiago Casilla accorde deux points aux Reds, qui mènent 5-1. Le stoppeur Aroldis Chapman vient lancer pour les Reds et met laborieusement fin au match après avoir accordé un point, deux buts-sur-balles et commis deux mauvais lancers. Il remplit les buts et retire sur des prises Buster Posey pour étouffer la menace. Brandon Phillips termine la soirée avec 3 coups sûrs et 3 points produits.

### Match 2
Dimanche 7 octobre 2012 au AT&T Park, San Francisco, Californie.
| Reds de Cincinnati | 0 | 1 | 0 | 3 | 0 | 0 | 0 | 5 | 0 | 9 | 13 | 0 |
| Giants de San Francisco | 0 | 0 | 0 | 0 | 0 | 0 | 0 | 0 | 0 | 0 | 2  | 0 |
| Lanceurs partants : CIN : Bronson Arroyo SF : Madison Bumgarner Vic. : Bronson Arroyo (1-0) Déf. : Madison Bumgarner (0-1) HRs : CIN : Ryan Ludwick (1) |   |   |   |   |   |   |   |   |   |   |    |   |

Pour la première fois depuis le 18 octobre 1990, les Reds blanchissent un adversaire en séries éliminatoires. Bronson Arroyo est impeccable en sept manches au monticule pour Cincinnati, le lanceur droitier n'accordant qu'un seul coup sûr, alloué après deux retraits en cinquième. À l'opposé, Madison Bumgarner quitte dans la même manche après avoir donné 4 points sur 7 coups sûrs. Après que Tim Lincecum, le partant venu en relève, ait tenu Cincinnati en respect pendant deux manches, les Giants sont malmenés par l'offensive des Reds, qui n'avaient jamais marqué autant de point dans un match éliminatoire sur la route depuis la Série mondiale 1919. Ryan Hanigan termine la soirée avec trois points produits pour les vainqueurs.

### Match 3
Mardi 9 octobre 2012 au Great American Ball Park, Cincinnati, Ohio.
| Giants de San Francisco                                                                                           | 0 | 0 | 1 | 0 | 0 | 0 | 0 | 0 | 0 | 1 | 2 | 3 | 0 |
| Reds de Cincinnati                                                                                                | 1 | 0 | 0 | 0 | 0 | 0 | 0 | 0 | 0 | 0 | 1 | 4 | 1 |
| Lanceurs partants : SF : Ryan Vogelsong CIN : Homer Bailey Vic. : Sergio Romo (1-0) Déf. : Jonathan Broxton (0-1) |   |   |   |   |   |   |   |   |   |   |   |   |   |

Les Reds marquent en première manche sur un simple de Jay Bruce mais les Giants s'en tirent à bon compte lorsque le receveur Buster Posey élimine un coureur : il retire Brandon Phillips au troisième but après que le joueur des Reds ait tenté de voler deux buts d'un seul coup. Alors que le lanceur Ryan Vogelsong est intraitable après un point accordé en début de partie, le partant des Reds Homer Bailey réédite la performance de son coéquipier Bronson Arroyo la veille en n'accordant qu'un seul coup sûr en sept manches lancées. Bailey, auteur d'un match sans point ni coup sûr à son avant-dernier départ de la saison le 28 septembre, retire sur des prises six Giants de suite de la quatrième à la sixième manche et Marco Scutaro ne brisera son match sans coup sûr qu'après deux retraits en sixième reprise. San Francisco crée néanmoins l'égalité sans même frapper de coup sûr contre Bailey : en troisième manche Gregor Blanco est atteint par un lancer, Brandon Crawford soutire un but-sur-balles, puis Ryan Vogelsong et Ángel Pagán enchaînent avec un amorti et un ballon sacrifice. San Francisco l'emporte en 10e manche quand Jonathan Broxton accorde des simples à Buster Posey et Hunter Pence. Une balle passée débitée au receveur Ryan Hanigan permet aux coureurs d'avancer, puis Posey marque lorsque le joueur de troisième but Scott Rolen commet une erreur sur une balle frappée par Joaquín Árias. Sergio Romo lance deux manches parfaites en relève et les Giants, malgré une maigre récolte de trois coups sûrs, évitent l'élimination en remportant le match 2-1.

### Match 4
Mercredi 10 octobre 2012 au Great American Ball Park, Cincinnati, Ohio.
| Giants de San Francisco | 1 | 2 | 0 | 0 | 2 | 0 | 3 | 0 | 0 | 8 | 11 | 1 |
| Reds de Cincinnati | 1 | 0 | 1 | 0 | 0 | 1 | 0 | 0 | 0 | 3 | 9  | 0 |
| Lanceurs partants : SF : Barry Zito CIN : Mike Leake Vic. : Tim Lincecum (1-0) Déf. : Mike Leake (0-1) HRs : SF : Ángel Pagán (1), Gregor Blanco (1), Pablo Sandoval (1) CIN : Ryan Ludwick (2) |   |   |   |   |   |   |   |   |   |   |    |   |

Limitée à quatre points en trois matchs et six coups sûrs dans les deux dernières parties, l'offensive des Giants se réveille dans ce deuxième match de suite où l'équipe fait face à l'élimination. Avec trois coups sûrs en quatre dont un circuit, Pablo Sandoval produit trois points. Ángel Pagán et Gregor Blanco frappent aussi la longue balle dans une victoire de 8-3.

### Match 5
Jeudi 11 octobre 2012 au Great American Ball Park, Cincinnati, Ohio.
| Giants de San Francisco | 0 | 0 | 0 | 0 | 6 | 0 | 0 | 0 | 0 | 6 | 9  | 1 |
| Reds de Cincinnati | 0 | 0 | 0 | 0 | 2 | 1 | 0 | 0 | 1 | 4 | 12 | 1 |
| Lanceurs partants : SF : Matt Cain CIN : Mat Latos Vic. : Matt Cain (1-1) Déf. : Mat Latos (0-1) Sauv. : Sergio Romo (1) HRs : SF : Buster Posey (2) CIN : Ryan Ludwick (3) |   |   |   |   |   |   |   |   |   |   |    |   |

Les Giants marquent tous leurs points en cinquième manche sur un triple de Brandon Crawford, une erreur de Zack Cozart et un grand chelem de Buster Posey. Cincinnati réplique à son tour au bâton avec un double de deux points de Brandon Phillips et Ryan Ludwick frappe son troisième circuit de la série en sixième manche pour réduire l'écart à 6-3. Les Reds ont au moins le point égalisateur au bâton dans chacune des quatre dernières manches du match, sans parvenir à combler l'écart. À leur dernier tour au bâton, ils marquent une fois et ont le point victorieux à la plaque après un retrait contre Sergio Romo, mais le releveur gagne une longue bataille face à Jay Bruce, qu'il retire au champ gauche, puis Scott Rolen s'élance sur une troisième prise pour clore la série. 
Les Giants sont la première équipe de l'histoire de la Ligue nationale à gagner une Série de division après avoir perdu les deux premières parties et la première équipe du baseball à réaliser la chose depuis la victoire des Red Sox de Boston sur les Athletics d'Oakland en Série de divisions 2003 de la Ligue américaine. Le duel entre San Francisco et Cincinnati est aussi la première Série de division de la Ligue nationale où les cinq matchs ont été gagnés par l'équipe sur la route, la chose ne s'étant produite qu'une fois, dans la Ligue américaine, entre Texas et Tampa en 2010.